# Culex dureti
Culex dureti är en tvåvingeart som beskrevs av Casal och Mauricio Garcia 1968. Culex dureti ingår i släktet Culex och familjen stickmyggor. Inga underarter finns listade i Catalogue of Life.